# Tsui Fang-Hsuan
Tsui Fang-Hsuan (8 de marzo de 1984) es una deportista taiwanesa que compitió en taekwondo. Ganó una medalla de bronce en el Campeonato Mundial de Taekwondo de 2007, y dos medallas en el Campeonato Asiático de Taekwondo en los años 2004 y 2006.

## Palmarés internacional
| Representando a China Taipéi |                          |                   |           |
| Campeonato Mundial           |                          |                   |           |
| Año                          | Lugar                    | Medalla           | Categoría |
| 2007                         | Pekín (China)            | Medalla de bronce | +72 kg    |
| Campeonato Asiático          |                          |                   |           |
| Año                          | Lugar                    | Medalla           | Categoría |
| 2004                         | Seongnam (Corea del Sur) | Medalla de plata  | +72 kg    |
| 2006                         | Bangkok (Tailandia)      | Medalla de bronce | –72 kg    |